# Église Saint-Étienne de Val-d'Izé
Pour les articles homonymes, voir Église Saint-Étienne.
L'église Saint-Étienne est un édifice religieux de style néo-roman et néo-byzantin située à Val-d'Izé, dans le département français d'Ille-et-Vilaine.

## Histoire
L'église fut construite entre 1889 et 1896 par l'architecte Henri Mellet. Sa bénédiction eut lieu le 27 octobre 1896 par le cardinal Guillaume-Marie-Joseph Labouré, archevêque de Rennes.
L'église est inscrite aux monuments historiques en 2014.

## Architecture
Le clocher et sa flèche abadienne, œuvre de l'architecte Charles Coüasnon en 1925, fut détruite par la foudre le 31 août 1929 pendant qu'on sonnait le tocsin pour appeler la population à l'extinction du feu qui ravageait une ferme voisine du bourg. La flèche fut reconstruite à l'identique dans les premiers mois de 1930. L’autel de la Sainte-Vierge, œuvre du sculpteur Victor Augerie et du mosaïste Isidore Odorico (père), date de 1899. Le maître-autel, œuvre du sculpteur Victor Augerie et du mosaïste Odorico, date de 1896. La chapelle Saint-Michel (1920) est dédiée aux 83 Izéens morts pendant les deux guerres mondiales de 1914-1918 et de 1939-1945. Les sculptures des chapiteaux et des stations du Chemin de croix, œuvre du sculpteur Bouvier, datent de 1929. Les vitraux mosaïque ont été réalisés par les ateliers Rault de Rennes et les peintures par Louis Garin (1888-1959). L'orgue, doté de 13 jeux, est inauguré en 1917.

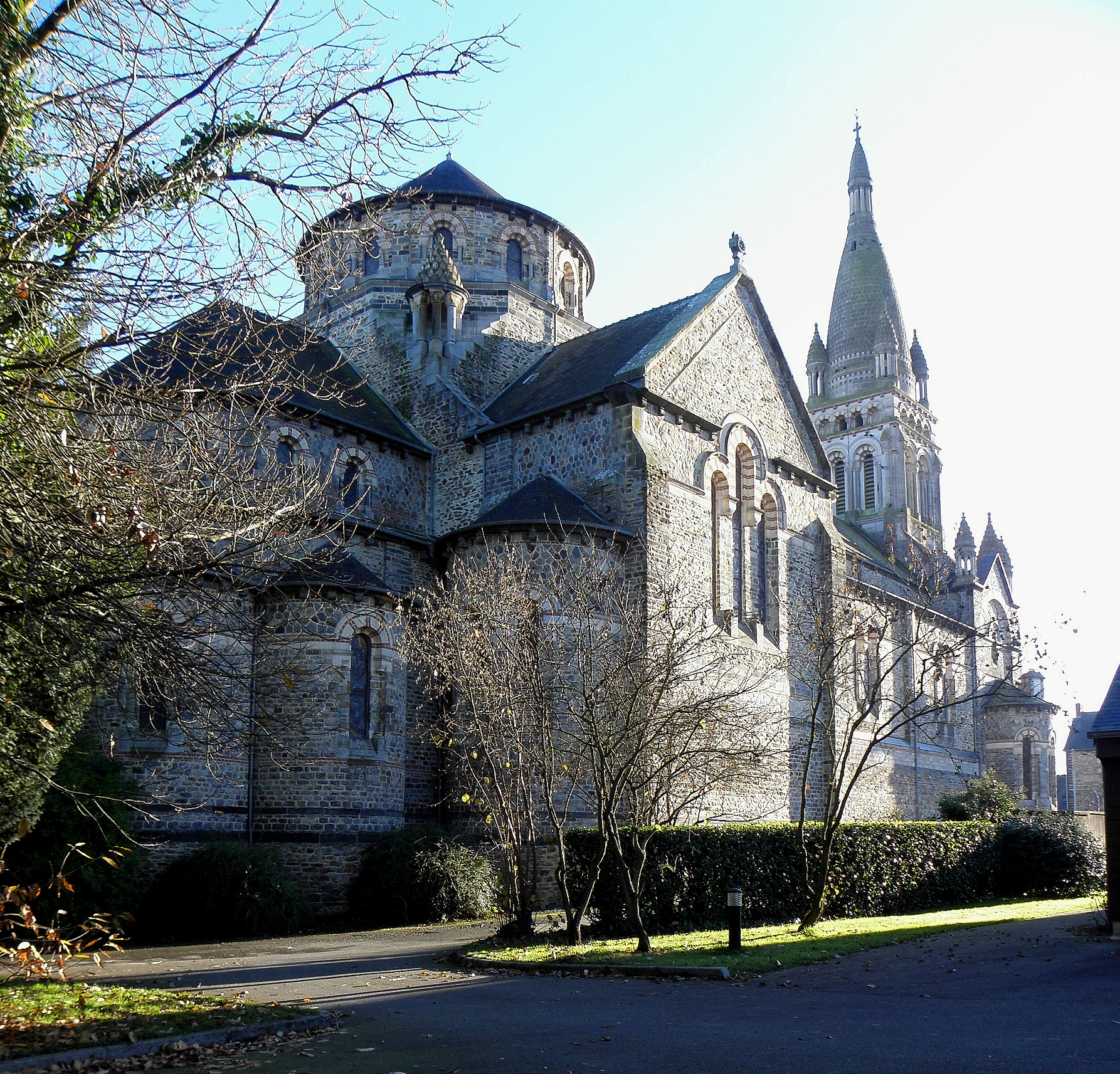
Vue extérieur de l'église Saint-Étienne.
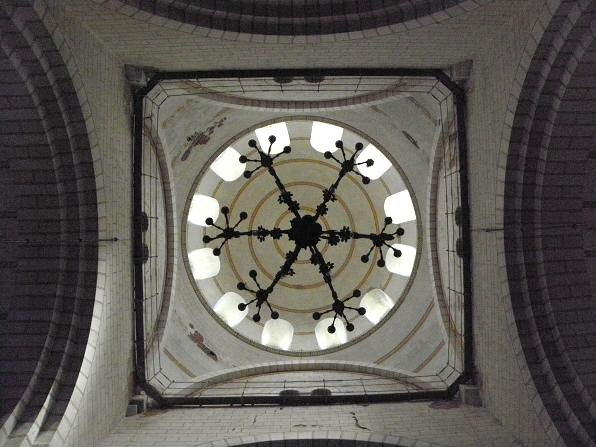
La coupole de l'église Saint-Étienne.
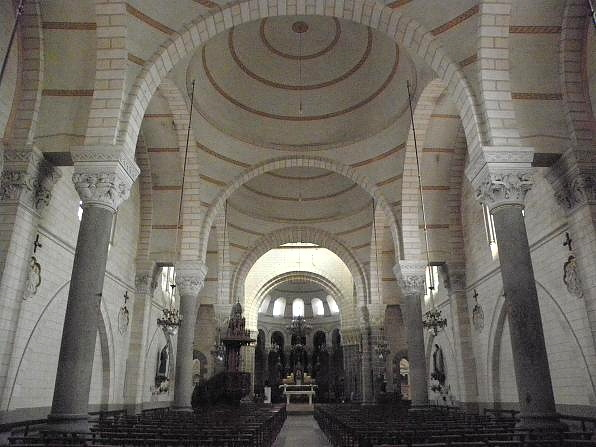
Vue intérieure de l'église Saint-Étienne.
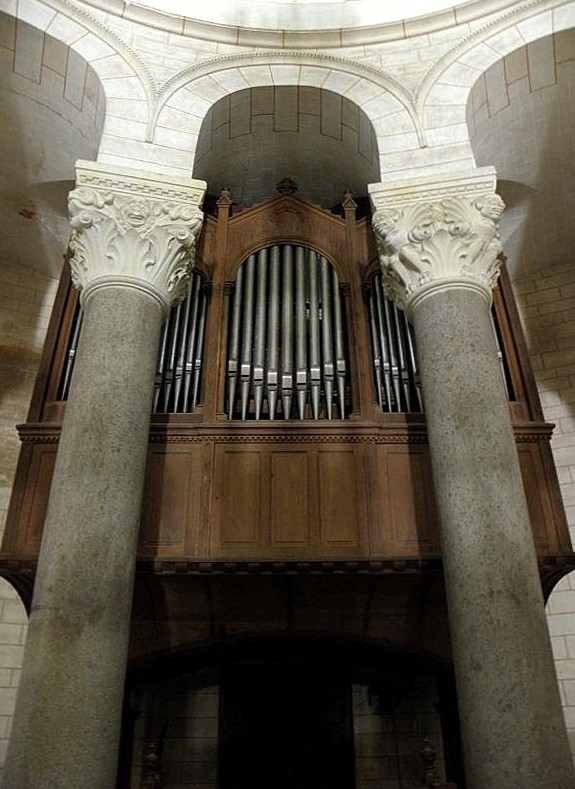
L'orgue de l'église Saint-Étienne.